# Nervo maxilar
O Nervo Maxilar é um dos ramos do Nervo Trigêmeo (V Par Craniano). Ele tem origem dentro do crânio, no gânglio trigeminal, e sai do crânio pelo forâme redondo. É um nervo exclusivamente sensitivo e suas ramificações são responsáveis por inervar a pele da face, da pálpebra inferior, da bochecha e do lábio superior, parte da mucosa nasal, a mucosa do palato e véu palatino, todos os dentes do arco superior e a região gengival da maxila.

## Origem e Trajeto
na margem convexa do gânglio trigeminal, entre o nervo oftálmico (medialmente) e o nervo mandibular (ínfero-lateral).
A partir de sua origem, tem direção ântero-lateral e um pouco inferior, descrevendo dois cotovelos ou curvas semelhantes a uma baioneta. De acordo com as regiões que atravessa, apresenta quatro setores topográficos: fossa média do crânio, forame redondo, fossa pterigopalatina e canal infra-orbital, em cuja abertura facial se divide em filetes terminais.

## Distribuição

Regiões Inervadas Pelo Nervo Trigêmeo. O Nervo Maxilar é responsável pela região V2.

O nervo maxilar emite ramos colaterais e terminais, dentre eles:
- N. Infra Orbital:

-N. Alveolar Superior Médio: ele e seus ramos inervam dentes premolares superiores e a raiz mesiovestibular do primeiro molar superior. Seus ramos inervam o periodonto e gengiva desses dentes.
-Nn. Alveolares Superiores Anteriores: inerva dentes incisivos e caninos e seus ramos inervam o periodonto e gengiva desses mesmos dentes.
- Nn. Alveolares Superiores Posteriores:
- os dentes molares superiores e seus ramos inervam o periodonto e gengiva desses mesmos dentes.
- N. nasopalatino: inerva palato duro na região de incisivos e caninos
- N. palatino maior: inerva palato duro na região de canino a molares

Ramos Terminais
Formam o feixe infra-orbital (ramos palpebrais inferiores, nasais externos e internos e labiais superiores), situado na parte superior da fossa canina, entre os músculos levantador do lábio superior e levantador do ângulo da boca. Emite filetes ascendentes, mediais e descendentes.
Os ramos ascendentes atingem a pálpebra inferior, em seu terço médio, e a inervam; comunicam-se com os nervos lacrimais; os ramos mediais distribuem-se na pele da pirâmide nasal e os descendentes destinam-se à pele e à mucosa do lábio superior e ao sulco gengivolabial, havendo casos já comprovados de cruzamento na linha mediana.

### Gânglio pterigopalatino
O gânglio pterigopalatino (ou gânglio de Meckel) é o maior gânglio parassimpático, associado aos nervo maxilar. Fica inserido na fossa pterigopalatina, próximo ao fôrame esfenopalatino. É triangular, de coloração vermelho-cinzenta.
O gânglio pterigopalatino supre as glândulas lagrimais, seios paranasais, glandulas mucosas da cavidade nasal e faringe, a gengiva e a membrana mucosa e glândulas do palato duro. Ele se comunica anteriormente com o nervo nasopalatino.